# Bazoncourt

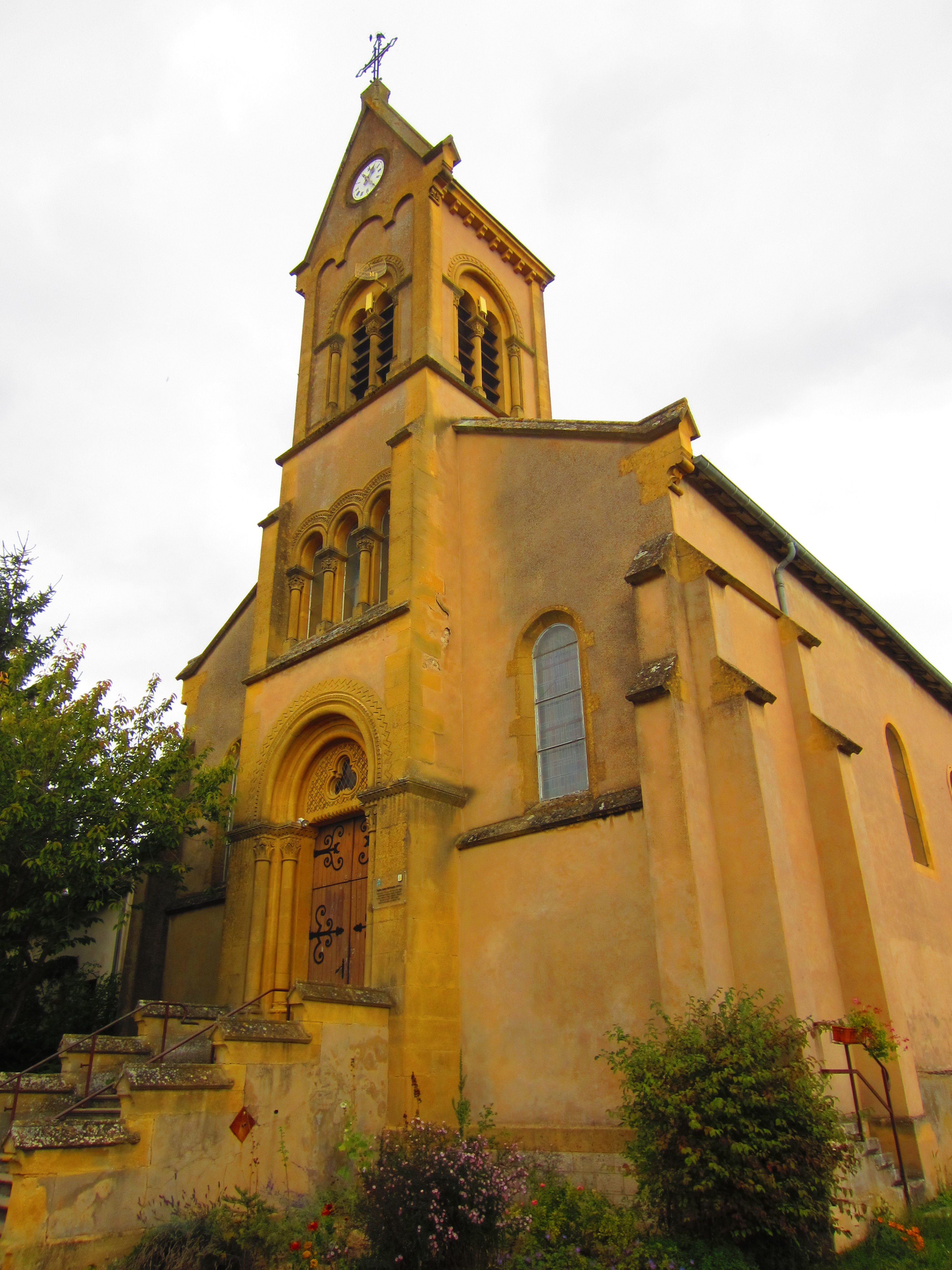
Kirche St. Christophe

Bazoncourt ist eine französische Gemeinde mit 542 Einwohnern (Stand 1. Januar 2022) im Département Moselle in der Region Grand Est (bis 2015 Lothringen). Sie gehört zum Arrondissement Metz.

## Geographie
Die Gemeinde Bazoncourt liegt in Lothringen, rechts von  der Französischen Nied, etwa 15 Kilometer südöstlich von Metz und fünf Kilometer südlich von Pange, auf einer Höhe zwischen 215 und 337 m über dem Meeresspiegel. Das Gemeindegebiet umfasst 13,13 km². 
Zur Gemeinde Bazoncourt gehören die Ortsteile Berlize (Berliz), Fresnois (Eschenhof), Fourcheux (Gabelhof) und Vaucremont (Wackerberg).

## Geschichte
Der Ort wurde 875 als Bosonis curtis erwähnt. Im Norden des Orts führte eine Römerstraße vorbei. Die Ortschaft gehörte früher zum Bistum Metz und hatte ein festes Schloss, das von vier Rundtürmen flankiert war. Nach 1404 und 1677 erfolgten Zerstörungen wurde das Schloss 1709 restauriert; um 1885 war nur noch ein Teil der Gebäude vorhanden.
Durch den Frankfurter Frieden vom 10. Mai 1871 kam die Region an das deutsche Reichsland Elsaß-Lothringen, und das Dorf wurde dem Landkreis Metz im Bezirk Lothringen zugeordnet. Die Dorfbewohner betrieben Getreide- und Obstbau sowie Viehzucht.
Nach dem Ersten Weltkrieg musste die Region aufgrund der Bestimmungen des Versailler Vertrags 1919 an Frankreich abgetreten werden. Im Zweiten Weltkrieg war die Region von der deutschen Wehrmacht besetzt.
Von 1915 bis 1918 trug das Dorf den eingedeutschten Namen Basonhofen, von 1940 bis 1944 Basenhofen.

### Demographie
| Anzahl Einwohner seit Ende des Zweiten WeLtkriegs | Anzahl Einwohner seit Ende des Zweiten WeLtkriegs | Anzahl Einwohner seit Ende des Zweiten WeLtkriegs | Anzahl Einwohner seit Ende des Zweiten WeLtkriegs | Anzahl Einwohner seit Ende des Zweiten WeLtkriegs | Anzahl Einwohner seit Ende des Zweiten WeLtkriegs | Anzahl Einwohner seit Ende des Zweiten WeLtkriegs | Anzahl Einwohner seit Ende des Zweiten WeLtkriegs | Anzahl Einwohner seit Ende des Zweiten WeLtkriegs |
| ------------------------------------------------- | ------------------------------------------------- | ------------------------------------------------- | ------------------------------------------------- | ------------------------------------------------- | ------------------------------------------------- | ------------------------------------------------- | ------------------------------------------------- | ------------------------------------------------- |
| Jahr                                              | 1962                                              | 1968                                              | 1975                                              | 1982                                              | 1990                                              | 1999                                              | 2007                                              | 2019                                              |
| Einwohner                                         | 275                                               | 265                                               | 271                                               | 421                                               | 433                                               | 469                                               | 481                                               | 536                                               |

## Wappen
Blasonierung: „In Rot ein goldener Reichsapfel.“

## Sehenswürdigkeiten
- Kirche St. Christophe

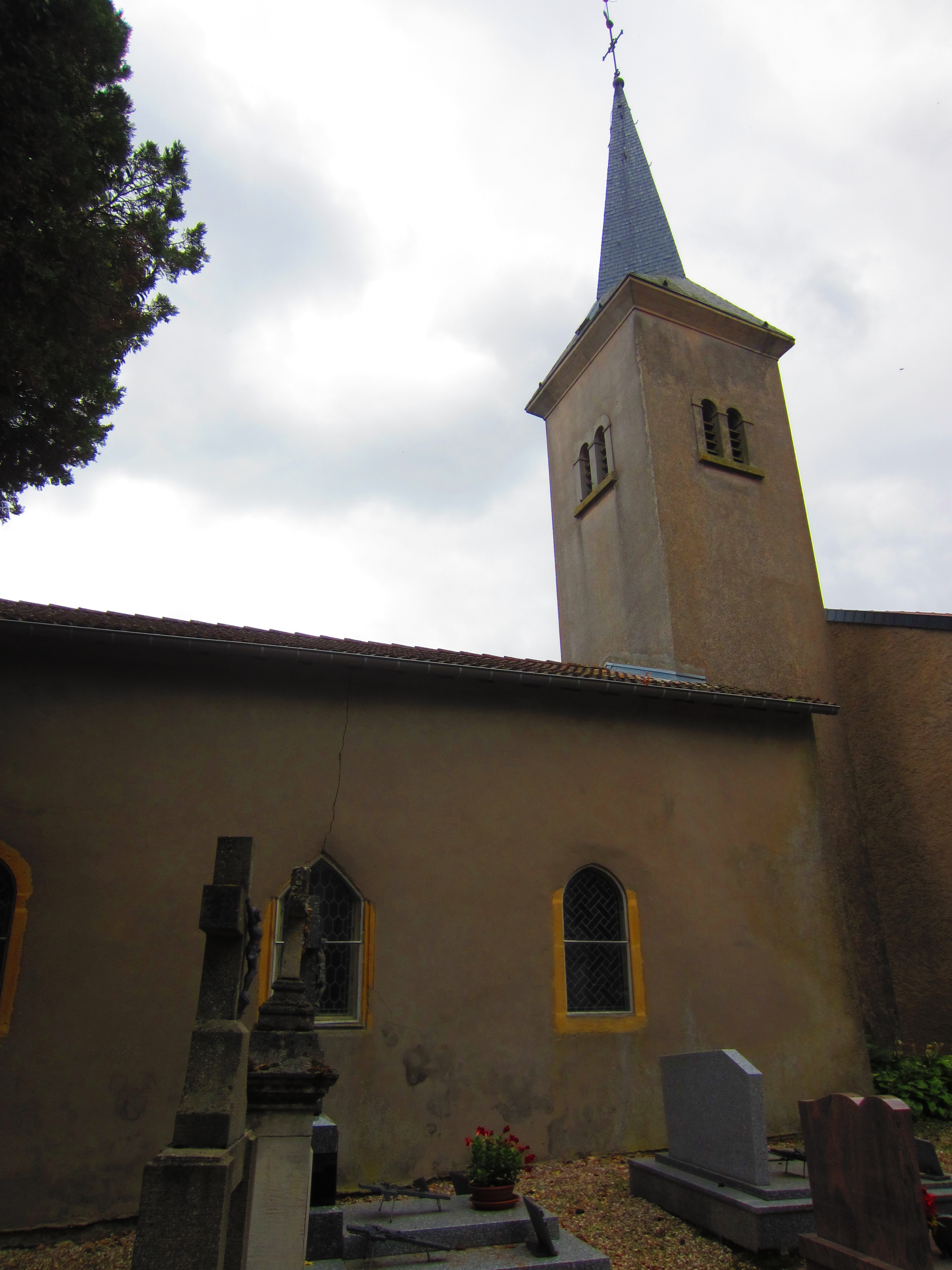
Kirche St. Matthieu im Ortsteil Berlize
Nordöstliche Fassade der Schlossruine um ca. 1880
Grundriss des ehemaligen Schlosses

- Kirche St. Matthieu im Ortsteil Berlize
- Nordöstliche Fassade der Schlossruine um ca. 1880[2]
- Grundriss des ehemaligen Schlosses[2]